# Loppmarknad

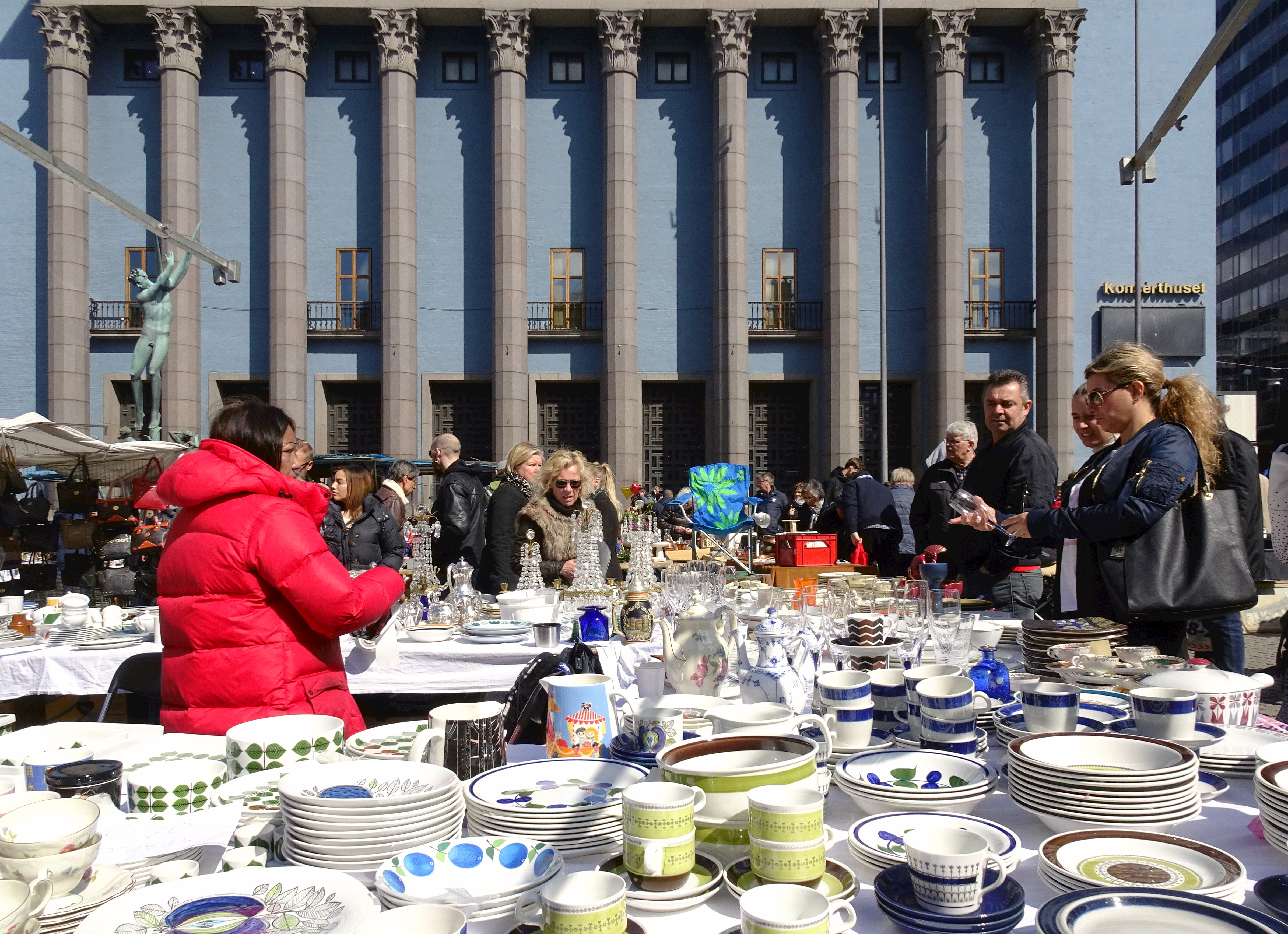
Loppmarknad på Hötorget i Stockholm.

Loppmarknad (i dagligt tal ofta loppis, på finlandssvenska lopptorg) är en plats där det handlas med begagnade saker.
Många olika typer av föremål kan säljas på en loppmarknad. Ofta dominerar mindre objekt som köksutrustning, kläder, böcker, CD med mera.

## Etymologi
Ordet loppmarknad har osäkert ursprung. Loppmarknader var vanliga i Paris i slutet av 1800-talet och början av 1900-talet. Enligt en teori härrör ordet från att de begagnade kläder och möbler som såldes där påstods innehålla loppor. Enligt en amerikansk teori hämtad ur Word and Phrase Origins av Robert Hendrickson är den engelska motsvarigheten "flea market" en förvrängning av "vlie market" ("valley market"), en marknad som ägde rum nära East River på Manhattan i New York under 1700-talet.

## Olika typer av loppmarknader

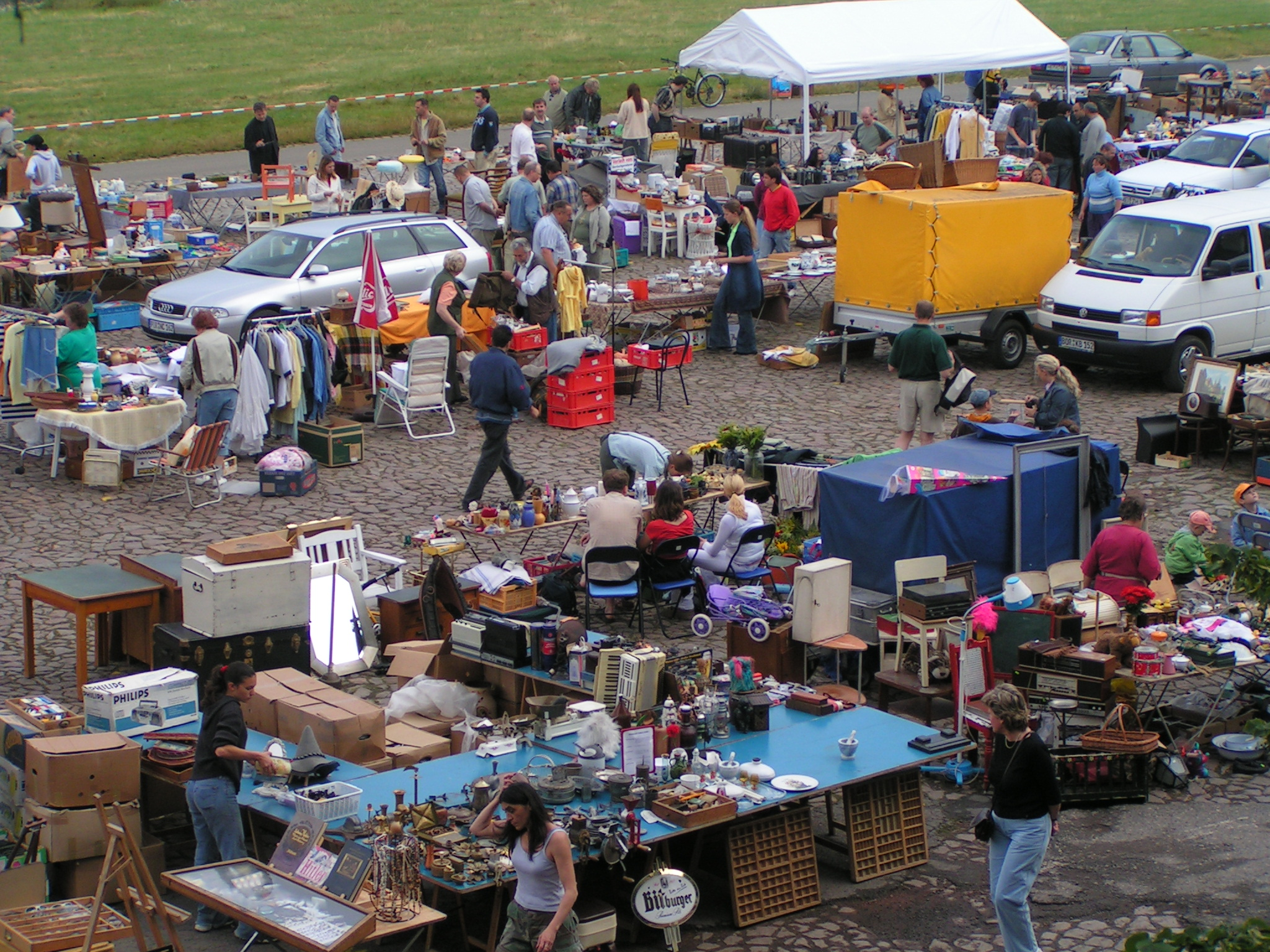
Loppmarknad vid Elbwiesen i Tyskland.

### Loppmarknader med flera säljare på hyrd plats
En första variant är större loppmarknader som anordnas tillfälligt eller regelbundet. Där kan privatpersoner och företag hyra ett bord för en eller flera dagar och sköta sin egen försäljning. Dessa loppmarknader kan hålla till i parkeringsgarage, i centrumbyggnader eller ute i det fria. Ett exempel på en sådan loppmarknad är loppmarknaden i Vårberg i Stockholm, tidigare Skärholmens loppmarknad. En särskild variant av denna typ av loppmarknad är bakluckeloppisen, där försäljning sker från säljarens bil eller från ett bord invid bilen. En av de första bakluckeloppisarna i Sverige startade i Norrskedika utanför Östhammar i norra Uppland 1995, efter engelsk förebild. Sedan dess har många liknande loppmarknader öppnats i Sverige.

### Loppmarknad i butik
En annan typ av loppmarknad är inrymd i en konventionell butikslokal, men sortimentet består av begagnade varor som är för enkla och för vanliga för att betecknas som antikviteter. Denna typ av loppmarknad drivs ofta av en kyrka, kristen organisation eller annan välgörenhetsorganisation. I Sverige är Frälsningsarméns butikskedja Myrorna, Röda korsets Kupan-butiker och den Pingstkyrkan närstående Erikshjälpen exempel på sådana butiker. Även flera av Svenska kyrkans församlingar bedriver sådan ideell loppisverkshet.
Ideella loppmarknader är momsbefriade i Sverige.

### Loppmarknader på privat plats

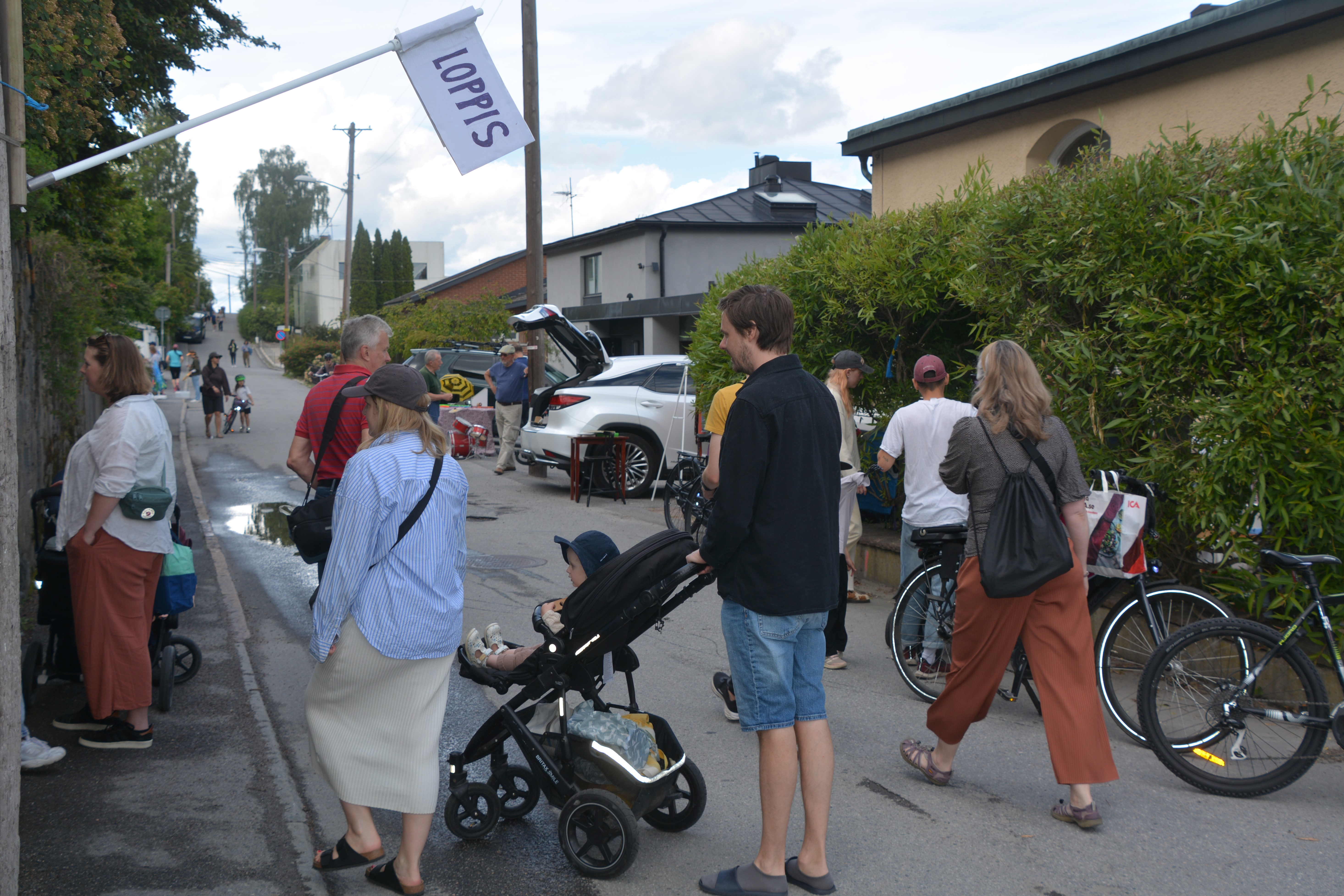
Gatuloppis i Mälarhöjden i Stockholm

En tredje typ av loppmarknad ordnas vid ett enstaka tillfälle av en privatperson. I tätorter finns garageloppis där säljaren under en begränsad tid, vanligen en helg säljer ut sina egna begagnade saker från sitt garage. Detta är vanligt i engelsktalande länder och kallas då garage sale eller yard sale. Flyttloppis är ytterligare en variant av tillfällig loppmarknad som hålls i syfte att minska innehavarens bohag inför en förestående flytt. Dessa är vanligast i villor och gårdar och kan hållas i den privata trädgården, i ett garage eller i ett par rum i bostaden. Flyttloppisar i lägenheter är ovanliga. En variant som är vanlig på den svenska landsbygden är bondloppisen: en gårdsägare fyller någon eller några av sina ekonomibyggnader med gamla prylar och lockar kunder (i första hand genomresande och inte ortsbor) genom skyltar vid vägkanten. På Gotland kallas denna typ av loppmarknad ofta för prylbod.
På senare år har också uttrycket "kvartersloppis" börja dyka upp. Ett grannlag bestämmer ett gemensamt datum för "garageloppis" i villakvarteret och kan därigenom kosta på sig en större annons i lokalpressen. Spekulanterna kan promenera genom kvarterets många mindre loppmarknader.